# Panichiïta
La panichiïta és un mineral de la classe dels halurs. Rep el nom en honor d'Ugo Panichi (22 d'agost de 1872, Florència, Itàlia - 11 de març de 1966 Pavia, Itàlia), professor de mineralogia a la Universitat de Pavia i professor de física experimental a la Universitat de Siena.

## Característiques
La panichiïta és un halur de fórmula química (NH₄)₂SnCl₆. Va ser aprovada com a espècie vàlida per l'Associació Mineralògica Internacional l'any 2008. Cristal·litza en el sistema isomètric.

## Formació i jaciments
Va ser descoberta al cràter La Fossa, situat a l'illa de Vulcano, a les illes Eòlies (Sicília, Itàlia), on es troba en forma de cristalls octaèdrics incolors de fins a 0,2 mm, normalment en agregats. També ha estat descrita a la localitat de Radlin, al Voivodat de Silèsia (Polònia). Aquests dos indrets són els únics de tot el planeta on ha estat descrita aquesta espècie mineral.